# 동위각

위 그림에서 두 직선 l과 m이 평행할 때 동위각인 각 a 와 각 e, 각 b 와 각 f, 각 c 와 각 g, 각 d와 각 h의 크기는 같다.

동위각은 기하학에서 두 직선이 다른 한 직선과 만날 때 각 직선의 같은 쪽에서 이루는 각이다. 만약 한 쌍의 동위각의 크기가 같으면 두 직선은 평행이다.

## 같이 보기
- 각
- 엇각
- 동측내각